# Arsita

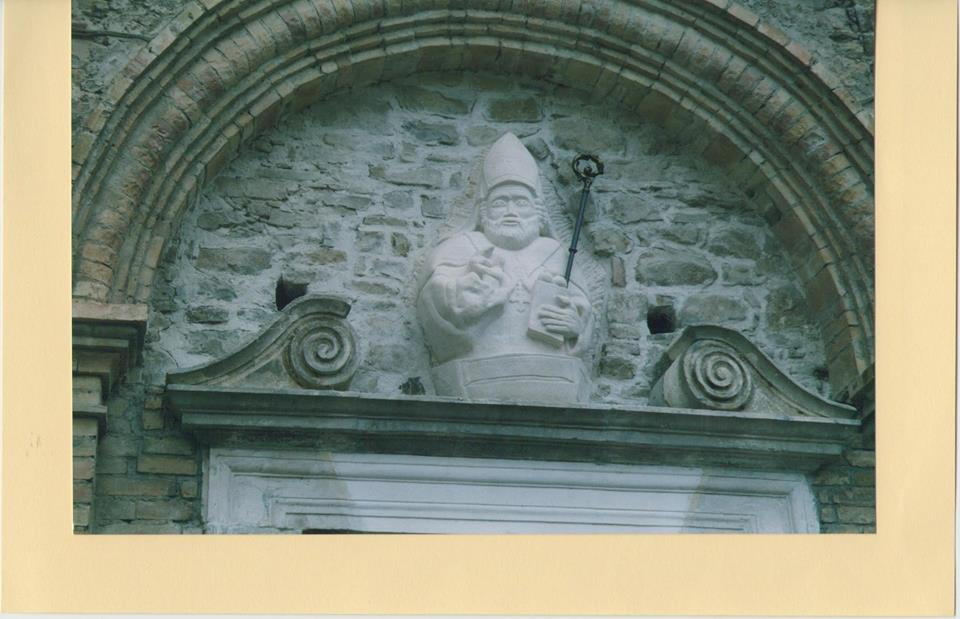
Busto di San Nicola sul portale della chiesa parrocchiale di Arsita (TE) opera dello scultore abruzzese Diego Mostacci.

Arsita è un comune italiano di 727 abitanti della provincia di Teramo in Abruzzo. Posto al di sotto del gruppo del Monte Camicia (versante orientale del massiccio del Gran Sasso d'Italia), si trova nell'alta valle del Fino e fa parte della Comunità montana del Vomano, Fino e Piomba. Fino al 1906 era denominata Bacucco, nome ancora spesso usato nel dialetto locale.

## Origini del nome
Il vecchio nome Bacucco, secondo il Sorricchio, deriverebbe da Bacuccum ossia da Bacco. Il nome di Bacucco fu cambiato nell'attuale Arsita nel 1905 in seguito ad una relazione del 3 settembre 1905 (agli atti del Consiglio Provinciale di Teramo).
Il nome di Arsita compariva già in alcuni documenti precedenti: ad esempio nel 1787 nella descrizione della zona redatta per ordine del Re; oppure nelle citazioni che Vincenzo Bindi riporta nel suo Necrologio Atriano pubblicato su Monumenti archeologici dove si parla di Berardus Raineij Arsete e di Reynerij Arsete.

## Storia
Nell'XI secolo sia Arseta che Bacucco, indicati come due Castelli distinti, compaiono sulle porte bronzee dell'abbazia di Montecassino, fatte costruire nel 1065 dall'abate Desiderio con la rappresentazione di tutti i possedimenti del Monastero nell'Italia centrale.
Nel 1085 il Castello di Arseto con la sua carbonaia e la chiesa di S. Giovanni, ed il Castello di Bacucco, già entrambi possessi dell'Abbazia di Montecassino ma retti in sua vece come feudatario dal Conte di Chieti Trasmondo, vengono definitivamente ceduti dal Conte al Monastero, probabilmente perché in punto di morte.
Vi sono documenti che attestano il possesso degli Acquaviva nel periodo nel XII secolo. Nel 1481 il Ferrante d'Aragona donava Bacucco all'Università di Penne, confermando la donazione fatta da suo figlio Alfonso duca di Calabria, quale ricompensa per i danni subiti per essere stata fedele al Re. Nel XVII secolo fu feudo farnesiano appartenente al Regno di Napoli. Nel 1486 il castello di Bacucco torna alla città Busto di San Nicola sul portale della chidi Penne. L'Università di Bacucco fu per secoli indipendente ma nel 1806 venne unita al Circondario di Penne.

### Il brigantaggio ottocentesco
Contro l'invasione francese sulle montagne di Farindola si era formata una banda di insorti (i briganti) che saccheggiarono i paesi di Castiglione Messer Raimondo, Bisenti, Castagna e Castelli, quindi Bacucco e Civitella Casanova.
Il giorno 8 marzo 1807 la Commissione Militare condannò a morte il brigante Donato di Agostino di Bacucco, eseguendo la condanna il giorno successivo in una località tra Bisenti e Bacucco. Il cadavere, come quello degli altri afforcati, fu lasciato appeso all'albero per tre giorni.
Alla fine di maggio 1807 i briganti (ossia gli insorti contro l'invasione francese) assalirono e depredarono Bacucco portando via parecchi giovani per aggregarli alle proprie forze. Nel luglio 1807 il capobrigante Antonio Priore uccise Vieti, arciprete di Bacucco.

### L'acqua medicamentosa
Il Giustiniani informa che ai primi dell'Ottocento a Bacucco scaturiva un'acqua che guariva la rogna e il mal di fegato. Il flusso d'acqua però non era perenne.

### Simboli
Lo stemma del comune di Arsita è stato concesso con decreto del presidente della Repubblica del 2 maggio 1958.

## Monumenti e luoghi di interesse
- Castello di Bacucco (i ruderi), nella parte più alta del paese;
- Chiesa di Santa Vittoria Vergine e Martire. Sul portale della facciata è collocato un busto in pietra bianca, raffigurante San Nicola, opera dello scultore abruzzese Diego Mostacci[8];
- Chiesa di Santa Maria d'Aragona, con una Madonna con Bambino;
- Mulino Di Francesco, lungo il "Sentiero dei mulini";
- Inferno spaccato, una peculiarità geologica;
- Pietra Rotonda, una palestra di roccia attrezzata.

## Società

### Evoluzione demografica
Abitanti censiti

### Etnie e minoranze straniere
Nel 2016 la popolazione straniera residente ad Arsita risulta essere l'1,90% del totale. La comunità più numerosa è quella inglese (0,84 % del totale della popolazione residente); seguono, quella irlandese (0,31%) e quella marocchina (0,31%).

## Cultura
I membri del gruppo folcloristico arsitano nel passato personificavano in costume, I mesi dell'anno.

## Amministrazione
| Periodo        | Periodo        | Primo cittadino      | Partito                                                            | Carica  | Note          |
| -------------- | -------------- | -------------------- | ------------------------------------------------------------------ | ------- | ------------- |
| 23 aprile 1995 | 13 giugno 2004 | Enzo Lucci           | Lista civica di centro-destra (1995-1999) Lista civica (1999-2004) | Sindaco | [ 11 ] [ 12 ] |
| 14 giugno 2004 | 7 giugno 2009  | Pierino Ridolfi      | Lista civica                                                       | Sindaco | [ 13 ]        |
| 8 giugno 2009  | 26 maggio 2019 | Enzo Lucci           | Lista civica La primula                                            | Sindaco | [ 14 ] [ 15 ] |
| 27 maggio 2019 | in carica      | Catiuscia Cacciatore | Lista civica Territorio e tradizione                               | Sindaco | [ 1 ]         |

## Sport

### Calcio
La principale squadra di calcio della città era l'A.S.D. Arsita 1995 che militava nel girone E abruzzese di 1ª Categoria prima di sciogliersi nel 2020. È nata nel 1995.